# Georgi Nikolov
Georgi Dimitrov Nikolov (in bulgaro Γеорги Димитров Николов?; Burgas, 1º maggio 1931 – 16 marzo 1978) è stato un calciatore bulgaro, di ruolo difensore.